# 593 aC
L'any 893 aC és un any del calendari romà. Durant l'Imperi Romà era conegut com a any 161 ab urbe condita. Es denomina any 593 aC des de principis de l'edat mitjana, quan s'estableix el calendari Anno Domini.

## Esdeveniments

### Europa - Món hel·lènic
- Safo retorna del seu exili a Sicília (o 594 aC).

### Àfrica - Antic Egipte
- Napata és saquejada pels egicpis i Mèroe esdevé la capital del regne de Cuix.
- Els egipcis envaeixen Etiòpia. El faraó Psamètic II envia a Tebes a la seva filla, on la declara "esposa d'Amon".[1]

### Àsia

##### Antiga Xina

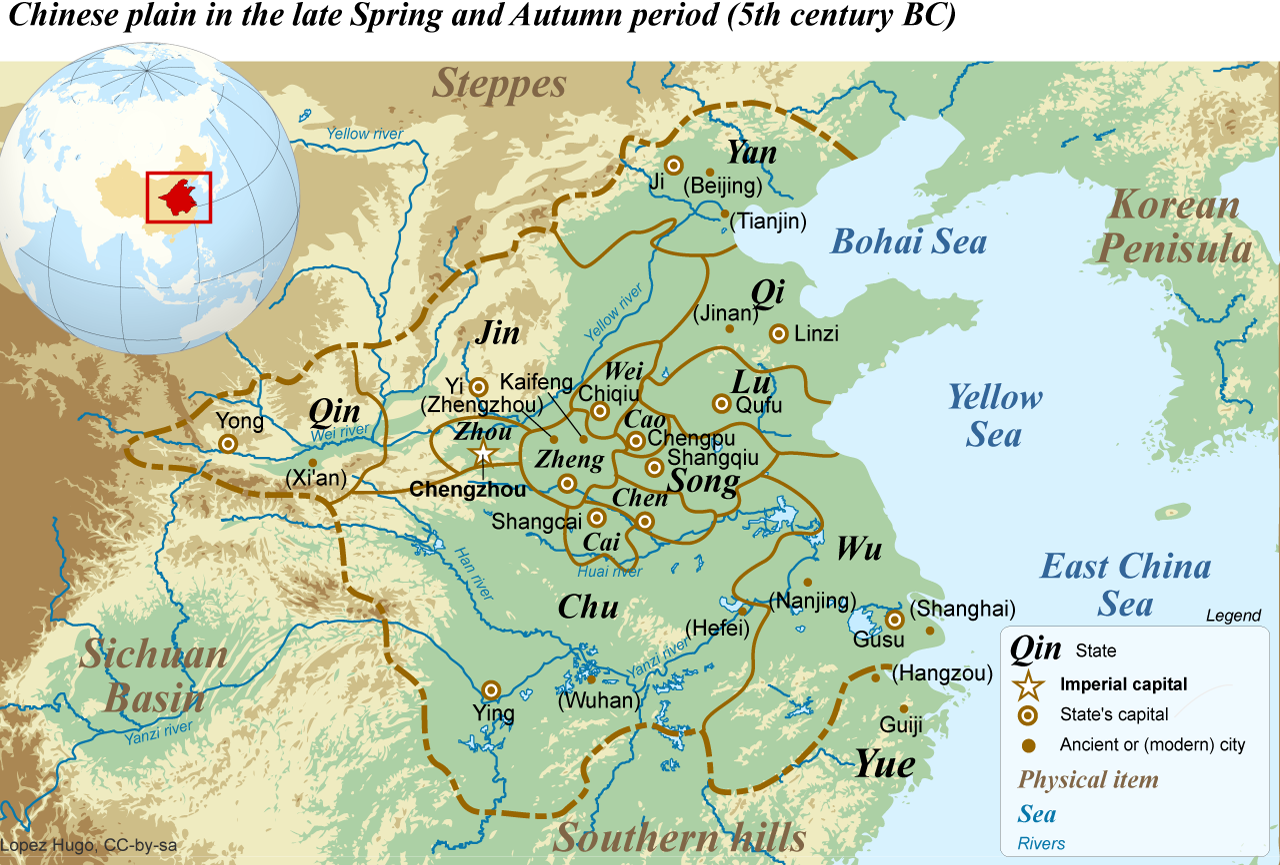
L'Antiga Xina del segle V a.C.

- 1ª lluna: El comandant Jin Sui Hui destrueix les possessiondel chi-di, Jia i Liu-xu.[2]
- Jing Gong envia trofeus capturats a la seva campanya a Di a Zhou Wang, qui li atorga roba cerimonial a canvi.[3]
- A l'estiu: Es crema la zona sud del palau Xuan a la capital, Chengzhou.[4]
- A la tardor: la princesa Bo-ji torna a Lu des de Tang i es divorcia del seu marit.[5]